# Acacia uliginosa
Acacia uliginosa är en ärtväxtart som beskrevs av Bruce R. Maslin. Acacia uliginosa ingår i släktet akacior, och familjen ärtväxter. Inga underarter finns listade i Catalogue of Life.